# 奥斯穆瓦 (谢尔省)
奥斯穆瓦是法国谢尔省的一个市镇，位于该省中部，属于布尔日区。该市镇总面积22.63平方公里，2009年时的人口为269人。

## 人口
奥斯穆瓦（Osmoy）人口变化图示